# Сентер-Крик (тауншип, Миннесота)
Сентер-Крик (англ. Center Creek) — тауншип в округе Мартин, Миннесота, США. На 2000 год его население составило 269 человек.

## География
По данным Бюро переписи населения США площадь тауншипа составляет 91,9 км², из которых 91,8 км² занимает суша, а 0,1 км² — вода (0,08 %).

## Демография
По данным переписи населения 2000 года здесь находились 269 человек, 106 домохозяйств и 78 семей.  Плотность населения —  2,9 чел./км².  На территории тауншипа расположено 111 построек со средней плотностью 1,2 построек на один квадратный километр. Расовый состав населения: 98,51 % белых и 1,49 % приходится на две или более других рас. Испанцы или латиноамериканцы любой расы составляли 1,86 % от популяции тауншипа.
Из 106 домохозяйств в 26,4 % воспитывались дети до 18 лет, в 64,2 % проживали супружеские пары, в 3,8 % проживали незамужние женщины и в 26,4 % домохозяйств проживали несемейные люди. 20,8 % домохозяйств состояли из одного человека, при том 8,5 % из — одиноких пожилых людей старше 65 лет. Средний размер домохозяйства — 2,54, а семьи — 2,88 человека.
23,0 % населения — младше 18 лет, 8,6 % — в возрасте от 18 до 24 лет, 25,3 % — от 25 до 44, 27,1 % — от 45 до 64, и 16,0 % — старше 65 лет. Средний возраст — 42 года. На каждые 100 женщин приходилось 100,7 мужчин.  На каждые 100 женщин старше 18 приходилось 105,0 мужчин.
Средний годовой доход домохозяйства составлял 40 859 долларов, а средний годовой доход семьи —  41 477 долларов. Средний доход мужчин —  26 389  долларов, в то время как у женщин — 18 750. Доход на душу населения составил 16 689 долларов. За чертой бедности находились 2,6 % семей и 3,6 % всего населения тауншипа, из которых 5,6 % старше 65 лет.